# Висенте, Мануэл Домингуш
Мануэл Домингуш Висенте (порт. Manuel Domingos Vicente; 15 мая 1956, Луанда) — ангольский государственный деятель и топ-менеджер нефтяной промышленности. Бывший председатель совета директоров государственной нефтяной компании Sonangol. Вице-президент Анголы в 2012—2017 годах. Член ЦК МПЛА, депутат Национальной ассамблеи.

## Госслужба в нефтяной промышленности
Сын сапожника и прачки. Окончил Университет Агостиньо Нето с дипломом инженера-электрика. Работал по специальности. С 1987 возглавлял технический департамент в министерстве энергетики и нефтяной промышленности. В 1991 назначен заместителем гендиректора нефтяной госкомпании Sonangol. С августа 1999 года — председатель совета директоров Sonangol.
Поскольку экономика Анголы в значительной степени базируется на добыче и экспорте нефти, руководящая должность в государственной нефтяной компании имеет важное политическое значение. Мануэл Висенте вошёл в ближайшее окружение президента Жозе Эдуарду душ Сантуша. Период его руководства был отмечен ростом показателей ангольской нефтепромышленности, проникновением ангольской госкомпании на новые сырьевые (Африка, Китай, Ближний Восток) и финансовые (Португалия) рынки. В то же время Sonangol считалась крайне закрытой и потенциальной коррупционной структурой. Висенте рассматривался как бизнес-партнёр дочери президента Изабель душ Сантуш. В декабре 2009 года Висенте был кооптирован в политбюро МПЛА.

## Нефтебизнес и разоблачения
6 января 2012 года журналист-расследователь Рафаэль Маркеш обвинил Мануэла Висенте и ещё двух высокопоставленных чиновников в нарушении законодательства — участии в собственности и доходах частной нефтяной компании Nazaki. Соответствующее заявление подано на имя генерального прокурора Анголы. Весной 2012 года Висенте оказался в центре скандала с американской корпорацией Cobalt International Energy. Неправительственная организация Global Witness определила Висенте как одного из бенефициаров Nazaki. Участие государственных чиновников в частном нефтебизнесе означало для Cobalt автоматический запрет на коммерческие связи с ангольской компанией. Однако эти коррупционные разоблачения не поколебали позиций Висенте.

## Продвижение во властной иерархии
30 января 2012 года президент душ Сантуш назначил Висенте министром экономической координации. В июне Висенте был включён в предвыборный список МПЛА на второй позиции после душ Сантуша. Объявленная победа МПЛА на парламентских выборах, согласно осуществлённым ранее изменениям конституции, позволила душ Санетушу без президентских выборов продлить свои полномочия, а Висенте занять пост вице-президента. 26 сентября 2012 года Мануэл Висенте официально стал вторым лицом в ангольской государственной иерархии.
Вице-президент Висенте обладает особым имиджем — не характерным для таких партийно-государственных руководителей, как генерал Мануэл Виейра, генеральный секретарь МПЛА Дину Матрос или сам президент душ Сантуш. Висенте рассматривается как технократ, непричастный к кровопролитиям гражданской войны, партийным чисткам, расправам с оппозицией, подавлению протестов. Он популярен в международном бизнес-сообществе как эффективный топ-менеджер. В коррупционном «скандале Nazaki-Cobalt» фигура Висенте оказалась в тени президентского силовика Виейры. Вице-президент демонстрирует внимание к социальным проблемам, занимается благотворительностью. Он всячески убеждает западный, особенно американский, бизнес инвестировать в ангольские проекты, заверяя, будто политический режим Анголы «консолидирует демократические институты».

## Несостоявшийся преемник
Западные наблюдатели позитивно реагировали на периодические слухи о якобы состоявшемся утверждении Висенте в качестве преемника президента душ Сантуша. При этом констатировалось неприятие такого варианта сторонниками жёсткого курса — представителями силового и идеологического блока МПЛА, ветеранами гражданской войны. В то же время аналитики отмечали отсутствие у Висенте силового ресурса, важного в ангольской политике, и выражали серьёзные сомнения в его шансах на преемство.
В декабре 2016 года ЦК МПЛА утвердил партийный список на парламентские выборы. Первым номером значился Жуан Лоренсу — кандидат в президенты, ставший реальным преемником душ Сантуша. Вторым — Борниту ди Соуза. Выборы состоялись 23 августа 2017 года. Большинство голосов было отдано за список МПЛА. 26 сентября в должность президента Анголы вступил Лоренсу, вице-президента — ди Соуза.
Вице-президентские полномочия Мануэла Висенте прекратились. Он, однако, остаётся членом ЦК МПЛА и депутатом парламента от правящей партии.

## Судебное преследование в Португалии
В феврале 2017 республиканская прокуратура Португалии возбудила уголовное дело в отношении Мануэла Висенте по обвинениям в коррупции, отмывании денег и попытке подкупа правосудия. Все эти эпизоды относятся к периоду, когда Висенте возглавлял компанию Sonangol. В июне португальский суд утвердил решение прокуратуры.
Власти Анголы во главе с Жозе Эдуарду душ Сантушем встали на сторону Висенте, воспротивившись его передаче под юрисдикцию португальского суда. Было заявлено, что процесс теоретически возможен на основании существующих между Анголой и Португалиеей договоров — однако только в Луанде. Комментаторы полагают, что это гарантирует Мануэлу Висенте благополучный исход. Тот же курс в данном вопросе продолжил новый президент Жуан Лоренсу.